# 星浩
星 浩（ほし ひろし、1955年7月29日 - ）は、日本のジャーナリスト、TBSテレビスペシャルコメンテーター。元朝日新聞社政治部特別編集委員。
血液型はO型。趣味はサッカーと料理、孫と遊ぶ事。

## 来歴
福島県白河市出身。福島県立福島高等学校、東京大学教養学部卒業後の1979年4月、朝日新聞社に入社。長野支局、千葉支局を経て1985年から東京本社政治部記者として、首相官邸、自民党、外務省等を担当。その後ワシントンD.C.特派員、政治部デスクを経て、2000年から政治担当編集委員。また、2004年から2006年まで東京大学大学院特任教授を兼務、また、日本記者クラブ企画委員を務める。2012年6月1日付で東京本社オピニオン編集長兼論説主幹代理。2016年1月26日、TBSテレビの発表で、3月28日から『NEWS23』の新アンカーマンに就任することが発表された。アンカーマン就任に伴い、朝日新聞社を退社した。以降実質的に同局と専属契約を結んでいる。

## 人物
- 2009年5月16日に鳩山由紀夫が民主党代表に選出された際、鳩山が掲げる友愛について論評し、友愛の「愛」は実はフランス語の『フラタルニテ』であり、フランス革命の自由・平等・博愛の「博愛」を意味するものであると解説した。
- 師資相承の大先輩のコラムニストと2人1組で、朝日・讀賣・毎日新聞各社の計6人からなる『コラムニストの会』というグループがあって、星はそのメンバーであり、総理大臣や各党の党首や役所の次官などと会食していると大阪のラジオ番組で明かした。
- 2011年1月28日、月1回ペースで行われる内閣情報調査室の懇談会で「創価学会の池田大作は脳梗塞で車椅子」と発言したことが、翌2月10日号の週刊新潮で報じられた。
- 2012年第二次安倍内閣の発足前の党首討論会で安倍晋三議員に「慰安婦問題をどう処理する気か」と詰問すると「慰安婦問題は星さん、あなたの朝日新聞が吉田清治という詐欺師の話を事実みたいに広めたからでしょう」と返された。

## 出演番組

### テレビ
現在の出演番組
- NEWS23（TBS、2016年3月28日 - ）：メインキャスター→アンカーマン→スペシャルコメンテーター（2021年1月からは基本的に木曜日のみの出演していたが、国内政治の重要なニュースを報じる場合は曜日関係なく出演）
- Nスタ（TBS、2021年1月5日 - ）：火曜日コメンテーター

過去の出演番組
- ムーブ!（朝日放送、不定期）：コメンテーター
- 激論!クロスファイア（BS朝日）：コメンテーター
- サンデー・フロントライン（テレビ朝日、2010年4月4日 - 2011年9月25日）：ゲストコメンテーター（隔週）
- サンデープロジェクト（テレビ朝日・朝日放送、2010年3月28日まで）：コメンテーター
- 別刊朝日新聞（朝日ニュースター、2012年3月30日まで）：司会進行役
- 報道ステーション SUNDAY（テレビ朝日、2013年4月7日 - 2015年3月29日）：レギュラーコメンテーター
- 報道ステーション（テレビ朝日）：ゲストコメンテーター

### ラジオ
現在の出演番組
- なし

過去の出演番組
- Morning Wave（KBCラジオ）
- 長野祐也の政界キーパーソンに聞く（アール・エフ・ラジオ日本）：正月特番で読売新聞東京本社・橋本五郎特別編集員と共演するなど、準レギュラー的に出演。

## 著作
- 『自民党と戦後 政権党の50年』講談社、2005/4/19 ISBN 4061497855
- 『東大vs.』（共編）朝日新聞社、2005/4/15 ISBN 4022500166
- 『テレビ政治 国会報道からTVタックルまで』（共著）（朝日選書）朝日新聞社、2006/06 ISBN 4022599006
- 『安倍政権の日本』（朝日新書）朝日新聞社、2006/10 ISBN 4022731125
- 『官房長官 側近の政治学』（朝日選書）朝日新聞社、2014/6/10 ISBN 4022630213
- 『永田町政治の興亡 権力闘争の舞台裏』 (朝日選書) [4] 朝日新聞社、2019/10/10　ISBN 4022630892